# مركز براندنبورغ للقتل الرحيم
مركز براندنبورغ للقتل الرحيم (بالألمانية: NS-Tötungsanstalt Brandenburg)‏، المعروف رسميًا باسم معهد براندنبورغ آن دير هافل لرعاية الدولة (Landes-Pflegeanstalt Brandenburg a. H.) تأسس في عام 1939 وكان خلال العهد النازي مركز قتل كجزء من برنامج القتل الرحيم، والذي تمت الإشارة إليه لاحقًا بعد الحرب باسم أكتيون تي4.

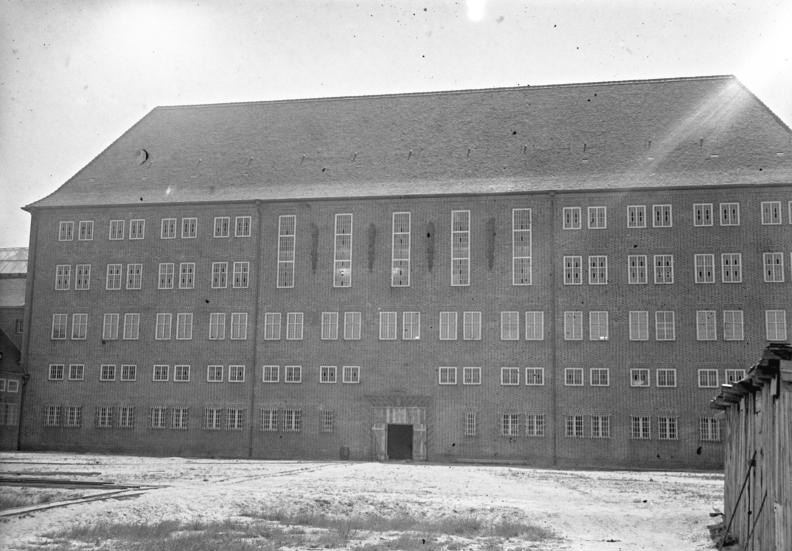
تم إنشاء Gaol الرئيسي حديثًا في عام 1931

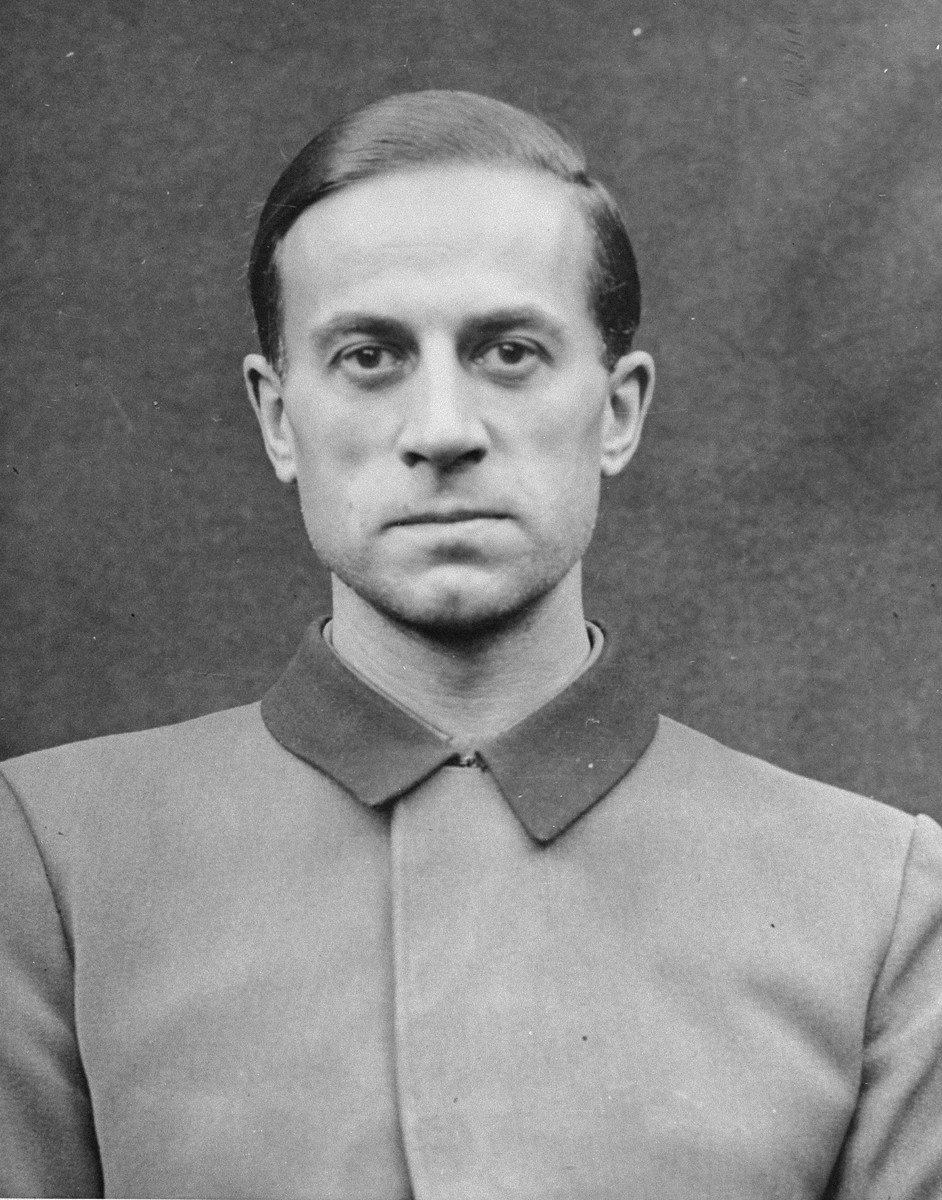
الدكتور كارل براندت، الطبيب الشخصي لهتلر ومنظم أكتيون تي4

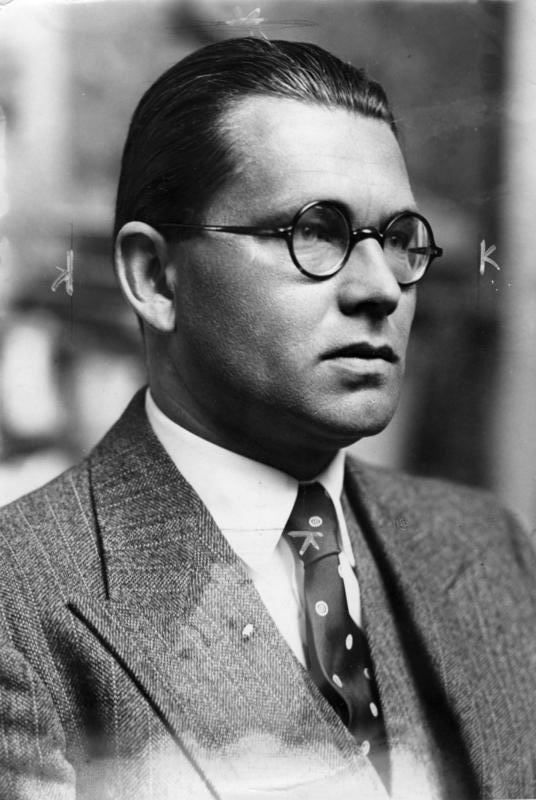
فيليب بوهلر، رئيس برنامج أكتيون تي4

## نظرة عامة
يقع مركز القتل الرحيم في براندنبورغ آن در هافيل في منطقة Gaol القديمة في Neuendorfer Straße 90c. تم إيواء معتقل براندنبورغ في هذه المباني من أغسطس 1933 إلى فبراير 1934.
يقع محتشد الاعتقال، وهو أحد الأوائل في ألمانيا، في Neuendorfer Straße في مدينة براندنبورغ القديمة. بعد إغلاق معسكر الاعتقال الداخلي في المدينة، استخدم النازيون سجن براندنبورغ-جوردن الواقع في جوردن، إحدى ضواحي براندنبورغ. في وقت لاحق أصبح المركز القديم مركز براندنبورغ للقتل الرحيم حيث قتل النازيون الأشخاص الذين يعانون من مشاكل عقلية، بما في ذلك الأطفال. أطلقوا على هذه العملية «أكتيون تي4». كان براندنبورغ أن دير هافيل أحد المواقع الأولى في الرايخ الثالث حيث قام النازيون بقتل ضحاياهم بالغاز. كان هذا مؤشرا للقتل الجماعي في أوشفيتز ومعسكرات الإبادة الأخرى. بعد شكاوى السكان المحليين بشأن الدخان، توقفت الأفران المتنقلة المستخدمة لحرق الجثث. بعد ذلك بوقت قصير، أغلق النازيون السجن القديم.

## أعداد الضحايا
وفقًا لجدول تم جمعه في عام 1942 واكتشف في عام 1945، ما يسمى بإحصاءات هارثيم، تم قتل ما مجموعه 9772 شخصًا في غرف الغاز في مركز براندنبورغ للقتل الرحيم في عام 1940.
| 1940 | فبراير | مارس | أبريل | مايو | يونيو | يوليو | أغسطس | سبتمبر | أكتوبر | مجموع |
| ---- | ------ | ---- | ----- | ---- | ----- | ----- | ----- | ------ | ------ | ----- |
|      | 105    | 495  | 477   | 974  | 1,431 | 1,529 | 1,419 | 1,382  | 1,177  | 9,972 |

تغطي هذه الإحصائيات فقط مرحلة القتل الأولى، بموجب أكتيون تي4، التي تم إيقافها بأمر من هتلر بتاريخ 24 أغسطس 1941.